# Федерле, Тим
Тим Федерле (англ. Tim Federle; род. 24 марта 1980)   — американский писатель-романист, театральный либреттист и сценарист. Лауреат Награды  имени Джина Келли (2013).

## Биография
Родился в 1980 году в Сан-Матео (Калифорния) и вырос в Питтсбурге. Позднее он перебрался в Нью-Йорк для творческого и карьерного роста.
Федерле выступал на сцене в постановках «Русалочки» и «Цыганки» (популярных мюзиклов, возрождённых в 2003 году Бернадетт Питерс) как актёр, танцор и певец. Являлся одним из хореографов мюзикла «Билли Эллиот», в котором также играл второстепенные ансамблевые роли.
Известность как писателю ему принесли роман «Лучше поздно, чем никогда» (англ. Better Nate Than Ever) и книга коктейльных рецептов «Текила-пересмешник: коктейли с литературным твистом» (англ. Tequila Mockingbird: Cocktails with a Literary Twist), приправленная забавными комментариями, остротами и историями из жизни. Обе книги, вышедшие в 2013 году, сделали имя Тима Федерле по-настоящему узнаваемым и принесли ему ряд престижных наград.
В 2016 году он работал в качестве солибреттиста над одноимённой адаптацией фантастического романа «Вечный Тук» для музыкальной сцены. После успешной демонстрации в Атланте постановка перекочевала на Бродвей, где была поставлена на сцене театра «Бродхерст». Мюзикл был номинирован на Премию Внешнего общества критиков в категории «Выдающийся новый бродвейский мюзикл» и «Драма Лонг» как лучшая постановка бродвейского или офф-бродвейского мюзикла, но уступил нашумевшему «Гамильтону».
В 2017 году Федерле впервые попробовал себя в роли киносценариста, вместе с Робертом Л. Бейрдом и Брэдом Коуплэндом адаптировав для экрана детскую книгу Манро Лифа «История Фердинанда».
В 2019 году состоялась премьера сериала «Классный мюзикл: Мюзикл», созданного Федерле на основе одноимённой серии фильмов режиссёра Кенни Ортеги.
Открытый гомосексуал.